# Bijna-doodervaring

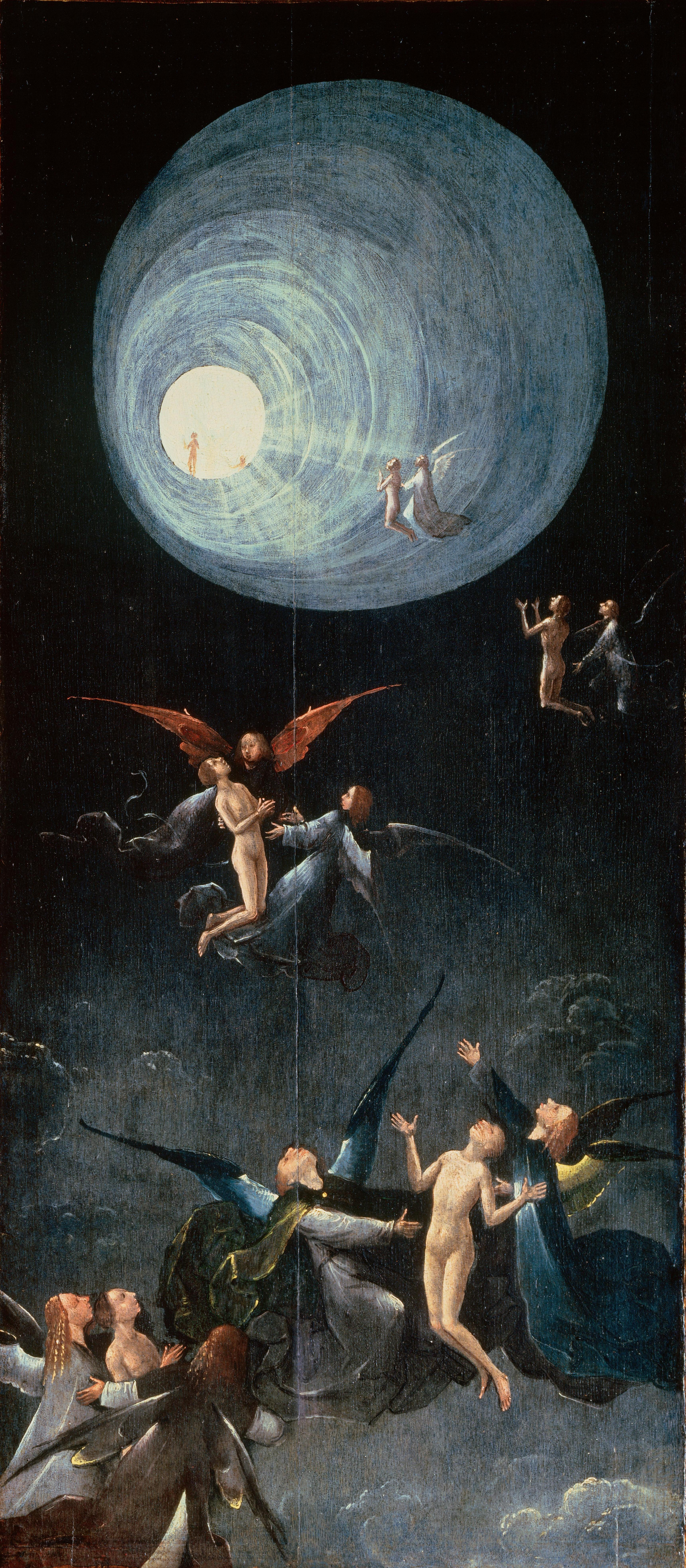
Vlucht naar de hemel (Jheronimus Bosch)

Een bijna-doodervaring (BDE) is een ervaring in een veranderde bewustzijnsstaat van een persoon die klinisch dood is.

## Ervaringen en beschrijvingen
Genoemde elementen van een bijna-doodervaring zijn onder andere:
- het gevoel dood te zijn
- een gevoel van vrede en pijnloosheid
- het gevoel zich buiten het lichaam te bevinden (uittreding)
- door een donkere ruimte, een tunnel, gaan
- aangetrokken worden door een helder licht aan het einde van de tunnel
- het gevoel in het licht liefde, vertrouwen, kennis, wijsheid en/of goddelijke aanwezigheid te ervaren
- buiten de tunnel een prachtig landschap zien (ook kleuren en/of muziek)
- een levensschouw, -film, -panorama en/of evaluatie van daden vanuit de beleving van de ander
- een vooruitblik op het resterende leven
- ontmoeting(en) met (een) overledene(n)
- het besef dat bij overschrijden van een grens - vaak in de vorm van een mededeling door een overleden familielid of bekende - geen terugkeer mogelijk is
- terugkeer in het, vaak pijnlijke, lichaam
- het niet in gewone taal kunnen vatten van de ervaring (onuitspreekbaarheid)
- het zien van de hemel/het paradijs

Bijna-doodervaringen worden soms gemeld na een ongeval, reanimatie na een hartstilstand of een andere levensbedreigende situatie. Bijna-doodervaringen kwamen in het Westen in de belangstelling door het werk van Raymond Moody, die in de jaren zestig tijdens een college van George Ritchie over diens BDE hoorde en het verschijnsel daarna ging onderzoeken. In 1975 verscheen zijn boek Life after life over dit onderwerp.
Een aantal wetenschappers zien de BDE als een verschijnsel dat op de werking van de hersenen valt terug te voeren, terwijl andere onderzoekers (waaronder cardioloog Pim van Lommel) de mogelijkheid dat het bewustzijn los kan functioneren van de hersenen openlaten als verklaringskader.
Sinds Life after life zijn er talrijke artikelen en boeken gepubliceerd over de BDE die in algemene zin een indruk kunnen geven van de hierboven opgesomde gemeenschappelijke en meer specifieke aspecten van het verschijnsel.

### Algemeen
BDE wordt weleens beschreven als iets positiefs: mooi, gelukkig makend, vreugdevol. Mensen die een BDE ervoeren, hebben beelden gezien van omgevingen die zij mooi vonden, of hervonden geliefde personen. Ook wordt gesproken van een gevoel van warmte, van geaccepteerd worden zoals men is, van thuiskomen - de bestemming bereiken. Ook worden wel negatieve ervaringen gemeld: taferelen die onaangenaam worden gevonden en die schrik of angst oproepen.

### Specifieker
- De belevenis wordt niet als droom ervaren, maar als realiteit ('echter dan echt'), met daarbij vaak een besef van tijdloosheid;
- Losraken of los zijn van het lichaam met instandhouding van het eigen ik, waarbij men de omgeving, inclusief het eigen lichaam kan waarnemen. Contact maken met de 'buitenwereld' is echter niet mogelijk. Sommigen melden dat er een subtiele vorm van verbondenheid met hun lichaam in stand blijft;
- Vaak wordt een helder licht genoemd waar men "naartoe" wordt getrokken via een tunnel of spiraal. Het licht wordt ervaren als afkomstig van een ongedefinieerde, beloftevolle of liefdevolle bron, maar ook als van één of meer personen die religieus of anderszins betekenisvol zijn;
- Men overziet het voorbije leven in een allesomvattende blik en krijgt soms ook het gevoel te weten wat de toekomst zou kunnen brengen;
- Er vinden ontmoetingen plaats met overleden geliefden;
- Er zijn verslagen van blinden die kunnen zien tijdens een BDE. Hieronder zijn ook blindgeborenen zoals mevrouw Vicki Umipeg (geboren 1950), die op 22-jarige leeftijd een bijna-doodervaring kreeg na een ongeluk. Zij had de sensatie bij het plafond te zweven terwijl zij haar eigen lichaam, de arts en een verpleegkundige kon zien. Dit verhaal is opgetekend door Kenneth Ring (zie ook hieronder bij 'Anekdotes');
- Soms krijgen mensen met een BDE de indruk dat zij nog een taak hebben te vervullen of dat de tijd om "heen te gaan" nog niet is aangebroken. Dit begrip kan zich manifesteren in symbolen of zonder nadere aanduiding: een helder en diep "weten";
- Er zijn mensen die met tegenzin en teleurstelling in het "oude" lichaam ontwaken, daarna verder (moeten) leven met een "terugverlangen naar..." en zich gevangen voelen in de realiteit van het heden. Het gevoel deze ervaringen niet met anderen te kunnen delen, door ongeloof en onbegrip, kan leiden tot twijfel aan de eigen geestelijke gezondheid, schaamte en eenzaamheid.

Mensen die een BDE hebben gehad, hebben er soms moeite mee het gewone leven weer op te pakken en kunnen hun verhaal niet altijd kwijt. Zeker vroeger was de hulpverlening ook niet op mensen met deze ervaringen voorbereid.

## Klinische onderzoeken naar de bijna-doodervaringen
Er zijn verschillende soorten klinische onderzoeken gedaan naar het fenomeen van de BDE. Veel van deze onderzoeken hebben als doel om statistische informatie te verzamelen over hoe vaak een BDE gemeld wordt, maar ook om getuigenissen van een BDE te verifiëren op betrouwbaarheid. Tot eind jaren ’90 werden er vooral retrospectieve studies gedaan naar het fenomeen, waarbij meldingen van een BDE achteraf verzameld en onderzocht werden. Vanaf 2000 werden er echter ook (soms grootschalige) prospectieve studies gedaan naar het fenomeen.
Een prospectieve studie is objectiever dan een retrospectieve studie, omdat de selectie van de patiënten gebeurt op basis van objectieve selectiecriteria zoals een 'hartstilstand' (of 'alle hartpatiënten' van een hartafdeling). Alle patiënten die een hartstilstand met geslaagde reanimatie hebben gehad, worden vervolgens in de prospectieve studie opgenomen (dus zowel de overlevenden die een BDE hadden als degenen die geen BDE hadden).
Daarnaast zijn er ook testen gedaan naar de betrouwbaarheid van getuigenissen over een BDE. Dit gebeurt door middel van hersenscans en/of herinneringsonderzoeken die beogen vast te stellen of een BDE al dan niet het gevolg is van verbeeldingskracht, een hallucinatie of een echte herinnering.

### Prospectieve studies naar de BDE
In een prospectieve studie worden mensen alleen op basis van een objectief criterium geselecteerd. Er zijn diverse prospectieve onderzoeken gedaan naar de BDE waarbij mensen louter op basis van een hartstilstand geselecteerd werden. Al deze studies tonen steevast dat tussen 10% en 20% van de mensen met een hartstilstand een BDE heeft. Daarvan wordt hier een overzicht gegeven.

#### Nederlandse prospectieve, longitudinale studie (Pim van Lommel)[1]
In 2002 publiceerde cardioloog Pim van Lommel de resultaten van zijn prospectieve, longitudinale studie naar de BDE in het medisch-wetenschappelijke tijdschrift The Lancet. Tien Nederlandse ziekenhuizen verleenden medewerking aan dit onderzoek. In totaal werden 344 overlevenden geïnterviewd, waardoor dit de eerste representatieve (grootschalige) prospectieve studie naar het fenomeen van de BDE is. De totale duur van het onderzoek was acht jaar. Dit onderzoek leidde tot Van Lommels Eindeloos Bewustzijn, een boek dat een bestseller werd.

##### Doel en methodiek
Het doel van dit onderzoek was enerzijds vaststellen hoeveel BDE’s gemeld worden na een hartstilstand met reanimatie. Anderzijds om de langetermijnveranderingen vast te stellen (over een periode van acht jaar) van mensen met een BDE ten opzichte van de controlegroep.
Binnen een week nadat ze weer bij bewustzijn waren, werd aan alle overlevenden gevraagd om een vragenlijst in te vullen, gevolgd door een interview door een onderzoeker. Na 2 jaar en na 8 jaar werden alle patiënten opnieuw geïnterviewd met als doel om te onderzoeken of de BDE een verandering teweegbracht ten opzichte van de controlegroep. De controlegroep bestaat uit alle patiënten die eveneens een hartstilstand kregen, maar geen BDE hadden.

##### Resultaten[1]
Van de 344 patiënten meldde 82% géén BDE ervaren te hebben (dit is de controlegroep), terwijl 62 patiënten (18%) wel een BDE hadden. Hiervan hadden 41 patiënten (12%) een diepe BDE (volgens de WCEI-schaal). Eén patiënt meldde visuele herinneringen van tijdens de hartstilstand. Het verpleegkundige personeel verklaarde dat deze patiënt verifieerbare en correcte visuele details kon geven van het moment waarin hij gereanimeerd werd (en dus buiten bewustzijn was). Tijdens de reanimatie ‘zag’ de patiënt hoe de verpleegkundige zijn kunstgebit uit zijn mond haalde en op een kar legde, en kon hierover allerlei details omschrijven, zo verklaren de onderzoekers. Na een hartstilstand vallen de hersenen echter binnen 30 seconden stil, zo blijkt uit klinische studies, dus hersenactiviteit is dan niet mogelijk.
De 'test met de verborgen symbolen' (zie verderop) leverde bij de Nederlandse studie geen resultaten op, waardoor herinneringen aan de hartstilstand niet volgens dit objectieve criterium geverifieerd konden worden.
Uit het longitudinale onderzoek bleek dat de mensen die verklaarden een BDE gehad te hebben, grotere veranderingen ondergingen in sociaal, psychologisch, levensbeschouwelijk en moreel oogpunt dan de controlegroep. De ervaring had dus een positief effect op hun verdere leven.
Het onderzoeksteam meldt dat uit de onderzoeksopzet en de resultaten blijkt dat louter fysische verklaringen (zoals zuurstoftekort in de hersenen) niet volstaan, omdat slechts 18% een BDE meldden. Als zuurstoftekort de reden van de BDE zou zijn, dan zouden veel meer patiënten een BDE moeten melden, zo besluiten de onderzoekers. Volgens het onderzoeksteam is het onbekend waarom slechts 18% (62 patiënten) een BDE had (of meldde).

#### De AWARE-studie (Sam Parnia)[3]
De AWARE-studie naar de BDE werd in 2014 gepubliceerd in het interdisciplinaire medische tijdschrift Resuscitation. Het betreft een vier jaar durende studie waaraan 33 onderzoekers uit 15 ziekenhuizen uit het Verenigd Koninkrijk, de Verenigde Staten en Australië deelnamen. Het doel van dit onderzoek was statistische gegevens over de BDE te verzamelen en de betrouwbaarheid van herinneringen aan de hartstilstand vast te stellen. Dit onderzoek bestudeert niet alleen hoeveel mensen een BDE melden, maar ook hoeveel overlevenden melding maken van bewustzijn en/of herinneringen aan het moment van de hartstilstand.

##### Methodiek
Tijdens deze vier jaar durende studie werden overlevenden na een hartstilstand systematisch geïnterviewd met behulp van een kwalitatief en kwantitatief interviewsysteem. Van de 2060 gevallen van een hartstilstand konden 140 overlevenden een eerste interview ondergaan. Degenen die daarna nog leefden (101 overlevenden), werden nog een tweede keer geïnterviewd. Getuigenissen van visuele en auditieve ervaringen (en herinneringen) van tijdens de hartstilstand werden gecontroleerd op hun betrouwbaarheid door middel van specifieke tests.

##### Resultaten
46% van de overlevenden meldde herinneringen van tijdens de hartstilstand op het vlak van 7 cognitieve thema's (angst; dieren/planten; helder licht; geweld/vervolging; déjà vu; familie en het kunnen oproepen van gebeurtenissen van na de hartstilstand). In totaal meldde 9% een expliciete bijna-doodervaring, terwijl 2% ervaringen meldde op het vlak van visuele en auditieve herinneringen. Van één patiënt konden details van deze visuele en auditieve herinneringen geverifieerd worden op betrouwbaarheid (en van een andere patiënt gedeeltelijk). De visuele herinneringen konden niet objectief geverifieerd worden met de afbeeldingen die in sommige ziekenhuizen aan het plafond werden aangebracht (de twee patiënten die visuele herinneringen meldden bevonden zich in ziekenhuizen waar deze afbeeldingen niet waren aangebracht).
De helft van de overlevenden meldde een breed scala aan herinneringen en bewustzijn van tijdens de hartstilstand. Niet al deze ervaringen zijn een 'bijna-doodervaring'. Daarom stellen de onderzoekers voor om naast de controversiële term 'bijna-doodervaringen' ook de neutralere term 'gebeurtenissen tijdens een hartstilstand' te gebruiken, omdat niet alle herinneringen gerelateerd zijn aan 'het hiernamaals' (wat de term 'BDE' suggereert). Soms gaat de melding van herinneringen over gevoelens of ervaringen van tijdens de reanimatie zelf.

#### Aware II studie[14][15]
Het Engelse Instituut voor Gezondheidsonderzoek kondigde een vervolgstudie aan op de Awarestudie. Het is een onderzoek dat twee jaar duurt en waaraan verschillende onderzoekscentra zullen deelnemen. Er zullen 900 tot 1500 patiënten onderzocht worden. Een vooronderzoek eindigde op 31 mei 2017. De studie zal focussen op de relatie tussen enerzijds 'een bijna-doodervaring' na een geslaagde reanimatie en anderzijds de kwaliteit van de hersenen en psychologische factoren na het ongeval (de hartstilstand). Zoals uit andere prospectieve onderzoeken blijkt, zeggen patiënten soms dat ze herinneringen aan de hartstilstand en reanimatie hebben op het vlak van 'zien' en 'horen'. Het onderzoek beoogt daarom vast te stellen waarom sommige mensen deze ervaringen hebben en anderen niet. De onderzoekers willen de hypothese onderzoeken of de patiënten met een BDE al dan niet betere hersenfuncties hebben en in een betere fysieke en psychologische conditie zijn dan patiënten zonder een BDE, zo verklaren de onderzoekers. De studie beoogt daarnaast ook de visuele en auditieve herinneringen te testen op hun betrouwbaarheid door middel van de 'test met de verborgen symbolen'.

#### Amerikaanse prospectieve studie in een universiteitsziekenhuis (Bruce Greyson)[16]
In 2003 publiceerde Bruce Greyson zijn prospectieve studie in een psychiatrisch vaktijdschrift 'General Hospital Psychiatry'. Het onderzoek duurde dertig maanden en vond plaats "op de afdeling hartziekten van een universiteitsziekenhuis." Er werden in totaal 1595 hartpatiënten opgenomen in het onderzoek (waarvan sommige een hartstilstand hadden). 10% van de patiënten die een hartstilstand hadden, meldde een BDE. Uit de groep hartpatiënten die geen hartstilstand hebben gehad, meldde 1% een BDE.
Een beperking van dit onderzoek is dat Greysons studie – anders dan in de Nederlandse studie van Van Lommel – geen objectieve medische gegevens van deze patiënten noteerde waardoor statistische analyse op basis van medische criteria slechts gedeeltelijk mogelijk is. Toch is het een opvallende overeenkomst met andere prospectieve studies dat de patiënten die een BDE meldden, een jongere leeftijd hebben dan degenen die geen BDE hadden. Daarnaast komt het percentage van mensen met een BDE na een hartstilstand overeen met deze van andere studies.

#### Kleinschalige prospectieve studies
In 2001 publiceerden Sam Parnia en Peter Fenwick een kleinschalige prospectieve studie in het medische tijdschrift ‘Resuscitation’. Het onderzoek vond plaats in een ziekenhuis in Southampton (Engeland). Gedurende een onderzoeksperiode van één jaar werden alle overlevenden na een geslaagde reanimatie geïnterviewd (binnen een week nadat ze bij bewustzijn waren). Het onderzoek betrof 63 patiënten, waardoor dit onderzoek te klein is voor statistische analyse. Van hen had 11% een BDE, waarvan 6,3% een hoge score. Volgens de onderzoekers ontstond de BDE tijdens de bewusteloosheidstoestand.
In een kleinschalige Engelse studie van Penny Sartori meldde 23% van de 39 patiënten die een hartstilstand hadden gehad herinneringen aan het moment van hun hartstilstand (waarvan 18% een geclassificeerd kunnen worden als een BDE). Haar studie betrof in totaal 243 patiënten van een intensive-careafdeling van een ziekenhuis (dus ook mensen die geen hartstilstand hadden). Van dit totaal (inclusief de 39 patiënten met een hartstilstand) had 1% een BDE. Een BDE komt dus vaker voor bij mensen met een hartstilstand (en reanimatie), dan bij mensen die op de intensive care liggen zonder hartstilstand gehad te hebben.

#### De test met de verborgen symbolen
Bij diverse prospectieve studies werden symbolen opgehangen op het plafond van de operatiekamer, op een plaats waar een patiënt deze niet kan zien vanop de operatietafel. Dit gebeurde bij de Nederlandse studie, de Awarestudie, een Amerikaanse studie van Sam Parnia uit 2001, een Engelse studie van Penny Sartori. Bij geen enkele van deze studies konden patiënten, die meenden een BDE gehad te hebben, deze symbolen 'zien' waardoor visuele herinneringen tot op heden (september 2017) nog niet volgens dit objectieve criterium geverifieerd konden worden.

### Betrouwbaarheidsonderzoeken (MCQ-methode en hersenscans)
Er zijn vragen over de betrouwbaarheid van de BDE, aangezien deze ervaringen gebeuren in stressvolle situaties. Sommige onderzoekers stellen dat het geheugen van de patiënt kan zijn aangetast, waardoor de zogenaamde herinnering onbetrouwbaar of verzonnen is. Om deze reden zijn er onderzoeken gedaan naar de betrouwbaarheid van de getuigenissen over een BDE door middel van hersenscans en de ‘Memory Characteristics Questionnaire’ (MCQ). Deze tests kunnen natuurlijk niets zeggen over de realiteit van de BDE, maar wel of de getuigenissen van een BDE verzonnen zijn of niet.

#### Betrouwbaarheidsstudie door Thonnard e.a. (2013)[6]
Een studie, gepubliceerd in 2013, onderzocht drie groepen patiënten die een coma overleefd hebben: een groep van 8 coma-patiënten met een BDE, een groep van 6 comapatiënten zonder BDE maar die wel herinneringen hebben aan hun coma en een groep van 7 patiënten zonder herinneringen aan de coma. Daarnaast was er een controlegroep van gezonde 18-jarigen. Herinneringen aan de BDE werden vergeleken met herinneringen aan emotionele gebeurtenissen en met ingebeelde gebeurtenissen. De resultaten van de 'Memory Characteristics Questionnaire' tonen dat de herinneringen aan een BDE meer lijken op de herinneringen van echte gebeurtenissen, dan van verzonnen gebeurtenissen. De onderzoekers merken wel op dat op basis van hun studie niet gezegd kan worden of de herinneringen al dan niet hallucinair zijn. De studie toont aan dat de patiënten de herinneringen niet verzinnen: ze ervaren dit als een echte gebeurtenis.

#### Hersenscans en betrouwbaarheidsstudie door Palmiera e.a. (2014)[4]
Uit een onderzoek dat gepubliceerd werd in 2014, blijkt uit hersenscans van patiënten met een BDE dat de herinneringen aan de BDE geassocieerd kunnen worden met “thetafrequenties in de temporale regio” van de hersenen, dat overeenkomt met het actieve gebied bij echte herinneringen. Aan deze studie namen 10 patiënten deel met een BDE en 10 patiënten zonder een BDE. Naast hersenscans werd ook de MCQ gebruikt. Er werd een “hypnose-gebaseerd protocol” gebruikt. De studie toont dat de inhoud van de BDE door de patiënten ontvangen wordt als echte herinneringen en niet als fantasieën.

#### Betrouwbaarheidsstudie door Moore en Greyson (2017)[5]
Lauren E. Moore en Bruce Greyson publiceerden in 2017 een grootschalig onderzoek naar de betrouwbaarheid van de BDE-herinneringen d.m.v. de MCQ-methode. Het onderzoek had als doel om te testen of de voorgaande studies van Palmieri (2014) en Thonnard (2013) dezelfde resultaten opleveren als de methode wordt toegepast op een groot aantal mensen. In deze retrospectieve studie werden 122 overlevenden onderzocht die beweerden ooit een BDE gehad te hebben. De deelnemers moesten na een screening de MCQ-methode ondergaan waarin drie soorten herinneringen onderzocht werden: herinneringen aan de BDE, herinneringen aan gebeurtenissen die in dezelfde tijd plaatsvonden en ten derde een verzonnen gebeurtenis. De MCQ-score bevestigde de resultaten van voorgaande studies: de MCQ-score geeft aan dat de herinneringen aan de BDE echt zijn (en dus geen verzinsels). De gebeurtenissen worden door de ondervraagden zelfs ervaren als 'echter dan echt', zo meldden de onderzoekers. Waarom dit zo is, kunnen deze betrouwbaarheidsstudies niet vaststellen, omdat dit niet de opzet van hun onderzoeksmethodiek is.

### Retrospectieve studies naar de BDE
Bovengenoemde prospectieve studies naar de BDE zijn betrouwbaarder dan retrospectieve studies vanwege de objectieve selectie op basis van medische criteria. Toch zijn ook de diverse retrospectieve studies noemenswaardig omdat deze inzicht geven in hoe vaak het fenomeen voorkomt, waar en wanneer het voorkomt en welke ervaringen gemeld worden. Terwijl bij prospectieve studies mensen systematisch opgenomen worden na een objectieve medische gebeurtenis (zoals een selectie op basis van een hartstilstand), gebeurt de selectie bij een 'retrospectieve studie' achteraf door zelfselectie (vaak na een oproep, via een advertentie, om getuigenissen van mensen die in het verleden een bijna-doodervaring hadden).
In 1892 publiceerde de Zwitser Albert Heim de eerste systematische studie naar het fenomeen van de BDE. Hij wees er reeds op dat mensen in levensbedreigende situaties een BDE melden. Van Lommel merkt op dat er "tussen 1975 en 2005...in totaal 42 studies over ruim 2500 patiënten met een BDE gepubliceerd" werden in medische tijdschriften. Vaak waren dit kleinschalige studies op basis van ingezonden brieven of getuigenissen. Het was het boek Leven na dit leven van Raymond Moody in 1975 dat een bredere aandacht op het fenomeen vestigde. Dit is logisch, omdat in deze tijd de CPR-techniek verbeterde, waardoor de overlevingskansen na een hartstilstand (en dus ook het melden van een BDE) toenamen. Bekende onderzoekers van retrospectieve studies zijn Kenneth Ring, cardioloog Michael Sabom, Bruce Greyson en Melvin Morse. Zij maakten bekend dat het fenomeen van de BDE op brede schaal en in diverse culturen voorkomt.

## Wetenschappelijke visie
De subjectieve beschrijving van BDE wordt niet bestreden. BDE lijkt te bestaan uit een complex van verschijnselen die niet uitsluitend hoeven op te treden bij mensen die doodgaan. Vermoedelijk zijn zij toe te schrijven aan de bijzondere toestand waarin de hersenen verkeren tijdens een verlaagd bewustzijn. Er is momenteel geen wetenschappelijk model dat volledig alle fenomenen kan verklaren die bij diverse studies naar de BDE gemeld zijn.

### BDE en hersenfuncties
Hoewel BDE soms wordt gerapporteerd bij een hartstilstand, is bij een hartstilstand het brein nog een aantal seconden actief. Uit de registratie van hersenactiviteit door middel van elektro-encefalografie (eeg) blijkt dat hersenen na een hartstilstand minder dan dertig seconden actief blijven. Sommige verschijnselen die gepaard gaan met een BDE, zijn mogelijk een product van de nog werkende hersenen. De term BDE dekt dan de lading niet, omdat het optreden van de sensaties een gevolg zou zijn van veranderingen in de toestand van het brein, en niet per se een voorbode is van een naderende dood. Dat een BDE niet per se gekoppeld is aan een bijna-dood-toestand, blijkt uit de medische dossiers van bijna de helft van mensen met een BDE. Toch rapporteerden zij gevoelens als: uit het lichaam treden, het verleden herbeleven enzovoort.
Volgens neuroloog Kevin Nelson ontstaan deze verschijnselen doordat het bewustzijn zijn oriëntatie kwijtraakt. Dit lijkt op verschijnselen die ook tijdens de remslaap kunnen voorkomen of bij een toestand als epilepsie. Ook tijdens de droom wordt het lichamelijk gevoel uitgeschakeld en zijn er soms visuele belevingen en/of gevoelens van euforie. Deze bewustzijnsverschijnselen zouden kunnen ontstaan, doordat een gebied in de hersenstam dat de cortex aanstuurt, de hersenen omschakelt naar de toestand van het droombewustzijn. Het eindstation daarbij is het gebied in de hersenen dat ligt op de grens van de temporale en pariëtale kwab (met name de gyrus angularis). Dit gebied lijkt een belangrijke rol te spelen bij stoornissen waarbij iemand zijn oriëntatie ten opzichte van het eigen lichaam kwijtraakt. Dit is onder meer aangetoond door dit gebied bij patiënten elektrisch te stimuleren of na neurochirurgie.

### Biologisch verklaringsmodel
Waarnemingen die een biologische verklaring van de BDE ondersteunen:
- Mensen met temporale epilepsie verklaarden tijdens hun aanvallen religieuze hallucinaties te hebben die overeenkomsten vertonen met bijna-doodervaringen. Bij gewone, gezonde mensen die zich als vrijwilliger aanboden, heeft men door het uitwendig aanbrengen van een magnetisch veld ter hoogte van de temporale kwab van de neocortex ook religieuze hallucinaties kunstmatig kunnen opwekken. Ook de impact van allerlei drugs op de fysiologie van zenuwcellen én tegelijk op het bewustzijn van de gebruikers is bekend.[27]
- Circa twintig procent van de piloten die bewusteloos raken wanneer ze tijdens een training in een centrifuge aan hoge G-krachten worden blootgesteld, ervaart een klassieke bijna-doodervaring, inclusief de ervaring van uittreding.[28]
- In de jaren negentig heeft Dr. Rick Strassman aan de Universiteit van New Mexico onderzoek verricht naar de hallucinogene drug dimethyltryptamine (DMT, intraveneus toegediend). Strassman propageerde de theorie dat het vrijmaken van een grote hoeveelheid DMT vanuit de pijnappelklier vlak voor de dood of bijna-dood de oorzaak is van het fenomeen van de bijna-doodervaring.[29]
- De psychiater Dr. Karl Jansen heeft in 1995 een schijnbaar bijna-doodervaring kunnen reproduceren door het anestheticum ketamine te gebruiken, wat een aanwijzing kan zijn voor een biologische verklaring voor de ervaring.[30]
- Het fenomeen van uittreding, dat vaak wordt beschreven door personen die een bijna-doodervaring hebben gehad, kan ook kunstmatig worden opgewekt door middel van drugsgebruik. Vooral dissociatieve drugs.
- Gevoelens van uittreding kunnen ook kunstmatig worden opgewekt door het elektrisch stimuleren van de gyrus angularis.[28][31]
- Een theorie van Shawn Thomas (2004) stelt dat de neurotransmitter agmatine ((4-aminobutyl)guanidine) de sleutelsubstantie voor bijna-doodervaringen is.[32]
- Net zoals bij dromen kan de inhoudelijke ervaring van een BDE lang lijken te duren, terwijl die zich ook dan neurologisch in korte tijd kunnen manifesteren.
- Mensen die een BDE hebben gemeld bij een levensbedreigende situatie, veranderen daarna. Maar dat gebeurt ook bij mensen die met de mogelijkheid van hun eigen dood worden geconfronteerd, zonder dat ze een BDE schijnen te hebben gehad. Het zou daarom kunnen dat niet de BDE, maar de levensbedreigende situatie de verandering oproept. Wanneer een BDE optreedt in een ongevaarlijke situatie of kunstmatig wordt opgewekt, treedt er schijnbaar ook geen relevante verandering op.
- De medisch redacteur van The Arizona Republic schreef in 1977: "Wanneer het fysieke activiteitsniveau een heel laag punt bereikt heeft, zoals onder narcose, of ten gevolge van ziekte of verwonding, neemt de automatische beheersing van de lichaamsfuncties dienovereenkomstig af. Aldus komen de neurohormonen en catecholaminen van het zenuwstelsel vrij en worden in ongecontroleerde hoeveelheid uitgestort. Dit resulteert onder andere in de hallucinatie die na terugkeer tot het bewustzijn wordt uitgelegd als was men gestorven en weer tot leven teruggekeerd."[33]
- Psychologe en zenboeddhist Susan Blackmore stelt dat de hersenen tijdens een BDE problemen krijgen met het vasthouden van een goed model van de wereld. Zij heeft in alle toen beschikbare verslagen (met bron) geen aanwijzing gevonden dat de gemelde bijzonderheden zoals het zien van dingen buiten het ziekenhuis werkelijk aanwijzing geven voor waarneming buiten het lichaam.[34]

### Anekdotes
Een probleem met de verslagen van bijna-doodervaringen is dat het gaat om anekdotisch bewijsmateriaal. Niet alle informatie wordt gesteund door getuigen. Zo zijn er verslagen bij blinden verzameld door Kenneth Ring, die in 1993 constateerde dat er schijnbaar geen betrouwbare verslagen waren. Hij verzamelde 31 volgens hem onderbouwde ervaringen bij blinden, waarvan 21 bijna-doodervaringen. Nader onderzoek van de gevallen door Mark Fox, leidde tot de conclusie dat het BDE-onderzoek tot dan (2003) vaak uitgaat van de aanname dat er een vorm van dualisme bestaat, maar hier geen bewijs voor geeft. Hij heeft bij de verslagen van Ring ook schijnbaar onjuiste gevolgtrekkingen geconstateerd.

## Bovennatuurlijke visies
De bovennatuurlijke visies gaan ervan uit dat bijna-doodervaringen duiden op leven na de lichamelijke dood. In deze visies wordt erop gewezen dat een BDE uit een aantal deelaspecten bestaat, die alle tezamen behoren te worden verklaard. Met name wordt hier gedoeld op uittredingen, waarbij men zaken en gebeurtenissen rondom het eigen lichaam 'ziet'. In de eigen sfeer 'ziet' men volgens deze verklaring, op een enkele uitzondering na, alleen personen die reeds zijn overleden. Tijdens een BDE is er tevens vaak sprake van een moreel oordeel.
- Een medicus die meent dat de BDE een aanwijzing is voor het bestaan van een bovennatuurlijke wereld, is de Nederlandse cardioloog Pim van Lommel, die in de jaren 1988-2002 onderzoek[38] heeft gedaan naar het verschijnsel BDE, in 2001 gepubliceerd in het medische tijdschrift The Lancet.[39] In dat artikel stelde hij dat er redenen zijn om aan te nemen dat de BDE optreedt als het elektro-encefalogram al vlak is, zodat die 'van buiten' zou moeten komen. Er is veel kritiek op dat artikel gekomen, bijvoorbeeld op zijn prominent naar voren gebrachte maar niet hard gemaakte veronderstelling dat het elektro-encefalogram al heel snel vlak wordt. Volgens een collega heeft hij ook te snel de mogelijkheid van een bovennatuurlijke verklaring geaccepteerd.[40]
- In de visie van Kenneth Ring kunnen delen van de BDE en ons geheugen en bewustzijn verklaard worden door holografie.[41]
- Gordon Greene gebruikt de hyperruimte om bijna-doodervaringen uit te leggen.[42]
- Neurochirurg Eben Alexander III kreeg als schrijver van meerdere artikelen boeken op het gebied van de hersenwetenschap, zelf een BDE. Hij heeft alles wat hij zich kon herinneren opgeschreven in het boek Proof of heaven.[43]